# Ciclism la Jocurile Olimpice de vară din 2020 - Cursa feminină de freestyle
Cursa ciclistă de BMX freestyle feminin de la Jocurile Olimpice de vară din 2020 a avut loc în perioada 31 iulie-1 august 2021 pe Ariake Urban Sports Park,Tokyo.

## Program
Orele sunt ora Japoniei (UTC+9) 
| Data                    | Timp  | Etapă             |
| ----------------------- | ----- | ----------------- |
| Sâmbătă, 31 iulie 2021  | 10:10 | Locurile la start |
| Duminică, 1 august 2021 | 10:10 | Finala            |

## Rezultate

### Locurile la start
Faza aceasta a determinat ordinea de start în finală, cea mai bine clasată ciclistă în această rundă plecând ultima în finală.
| Loc | Ciclistă               | Țară                       | Cursa 1 | Cursa 2 | Medie | Note |
| --- | ---------------------- | -------------------------- | ------- | ------- | ----- | ---- |
| 1   | Hannah Roberts         | Statele Unite ale Americii | 89,80   | 85,60   | 87,70 |      |
| 2   | Perris Benegas         | Statele Unite ale Americii | 84,80   | 88,20   | 86,50 |      |
| 3   | Nikita Ducarroz        | Elveția                    | 83,70   | 83,40   | 83,55 |      |
| 4   | Charlotte Worthington  | Marea Britanie             | 81,80   | 81,20   | 81,50 |      |
| 5   | Natalya Diehm          | Australia                  | 77,40   | 79,00   | 78,20 |      |
| 6   | Lara Marie Lessmann    | Germania                   | 66,00   | 73,40   | 69,70 |      |
| 7   | Macarena Perez Grasset | Chile                      | 70,20   | 65,60   | 67,90 |      |
| 8   | Minato Oike            | Japonia                    | 60,00   | 62,90   | 61,45 |      |
| 9   | Elizaveta Posadskikh   | (COR)                      | 51,80   | 50,80   | 51,30 |      |

### Finala
| Loc | Ciclistă               | Țară                       | Cursa 1 | Cursa 2 | Cel mai bun rezultat | Note |
| --- | ---------------------- | -------------------------- | ------- | ------- | -------------------- | ---- |
| 1   | Charlotte Worthington  | Marea Britanie             | 38,60   | 97,50   | 97,50                |      |
| 2   | Hannah Roberts         | Statele Unite ale Americii | 96,10   | 28,40   | 96,10                |      |
| 3   | Nikita Ducarroz        | Elveția                    | 89,20   | 54,60   | 89,20                |      |
| 4   | Perris Benegas         | Statele Unite ale Americii | 81,20   | 88,50   | 88,50                |      |
| 5   | Natalya Diehm          | Australia                  | 86,00   | 80,50   | 86,00                |      |
| 6   | Lara Marie Lessmann    | Germania                   | 79,60   | 78,00   | 79,60                |      |
| 7   | Minato Oike            | Japonia                    | 13,40   | 75,40   | 75,40                |      |
| 8   | Macarena Perez Grasset | Chile                      | 24,40   | 73,80   | 73,80                |      |
| 9   | Elizaveta Posadskikh   | (COR)                      | 63,00   | 10,20   | 63,00                |      |